# Maqueta funeraria

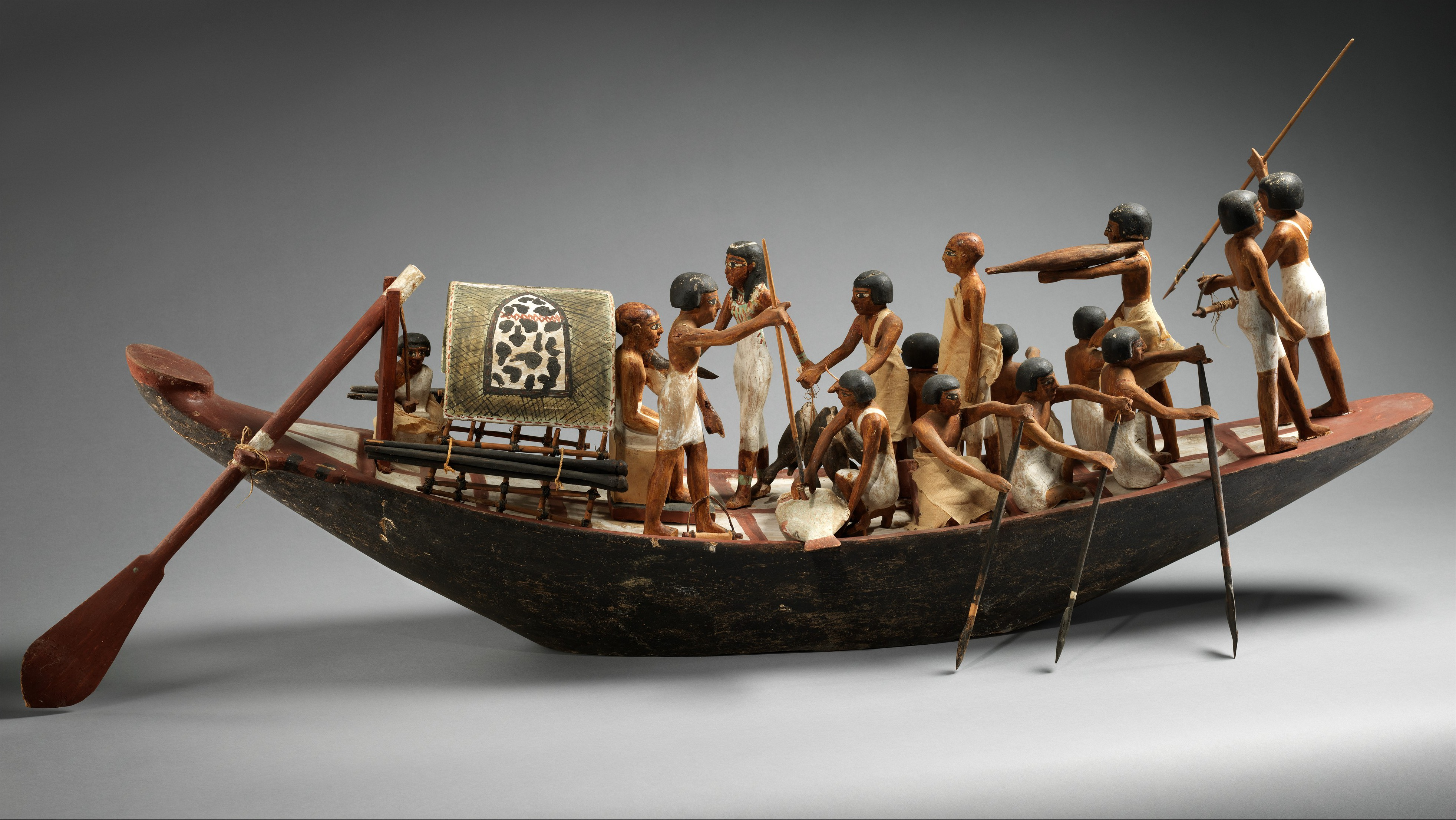
Barca de la tumba de Meketra, se cree que representa una escena de pesca.

Las maquetas funerarias eran elementos que formaban parte del ajuar en las tumbas y pozos de enterramiento a lo largo del Antiguo Egipto, sobre todo en el periodo del Imperio Medio. Las maquetas, hechas habitualmente de madera, reproducían una gran variedad de elementos como barcos, casas o graneros y escenas de la vida cotidiana como la elaboración de pan, fabricación de cerveza o venta de carne y labores artesanales como carpintería, cerámica o tejedoras. Su finalidad era preservar para la eternidad la acción representada para que el difunto pudiera disfrutarlo en su vida en el Más Allá.
En el primer periodo intermedio se popularizó el uso de la madera, aunque también se emplearon otros materiales más modestos en tumbas de menor alcurnia.
Los barcos que eran uno de los elementos más repetidos fueron variando con el paso del tiempo del tamaño natural en las primeras representaciones a una escala muy inferior, aunque siguieron siendo numerosos. La eslora en algunos casos medía menos de un metro y las flotas podían superar a veces los 50 naves. 
El número y variedad de escenas representadas y embarcaciones fue aumentando a medida que cambiaban los periodos y las maquetas pasaron de representar a personas realizando ofrendas a mostrar escenas de la vida cotidiana. Esto culminó en el Reino Medio, momento en que existieron tumbas que podían llegar a tener representadas más de treinta escenas, más de cincuenta embarcaciones y sólo una docena de personas con ofrendas, en comparación con las tumbas de Giza, que podían tener representados sólo veinte figuras de sirvientes.